# To Mega Therion
To Mega Therion – pierwsza płyta długogrająca szwajcarskiej extrememetalowej grupy Celtic Frost, wydana w 1985. 

## Nagranie
Założyciele Celtic Frost, gitarzysta i wokalista Tom G. Warrior oraz basista Martin E. Ain, szukali profesjonalnego perkusisty do nagrania płyty i po kilku miesiącach castingów trafili przez Briana Slagela z wytwórni Metal Blade Records na Amerykanina Reeda St. Marka, mającego wcześniej doświadczenie hardrockowe i jazzowe. Wkrótce po jego dołączeniu do formacji, z powodu problemów osobistych zespół musiał opuścić Ain. Na jego miejsce wybrano Dominica Steinera, który uczestniczył w nagraniach, ale nie wpasował się w grupę i po nagraniach odszedł. Zastąpił go wracający Ain. Zespół nagrał z nim swą kolejną produkcję, minialbum Tragic Serenades (1986). Znalazły się na nim nowe wersje utworów The Usurper i Jewel Throne, które zastąpiły nagrane przez Steinera w reedycjach To Mega Therion.    
Pierwotny materiał nagrano i opracowano w studiu Casablanca w Berlinie Zachodnim we wrześniu 1985. Realizacją dźwięku zajął się Horst Müller, jednak muzycy nie byli zadowoleni z tej współpracy. Podczas nagrań dochodziło do konfliktów i ostatecznie członkowie zespołu sami zaangażowali się w produkcję.    
To Mega Therion doczekała się reedycji w 1999. Znalazł się na niej dodatkowy utwór Return to the Eve nagrany w 1985, znany już z wczesnych minialbumów Morbid Tales i Tragic Serenades (1986).    

## Okładka
Autorem umieszczonego na okładce obrazu Satan I z 1977 jest szwajcarski malarz, rzeźbiarz, scenograf i projektant Hans Rudolf Giger. Przedstawia on demoniczną postać z rogami, trzymającą procę w kształcie ukrzyżowanego Jezusa Chrystusa. Utrzymany w ciemnych, szarych barwach surrealistyczny wizerunek ma charakter przewrotny wobec chrześcijańskiej tradycji przedstawiania Jezusa w europejskiej sztuce.  
Jak podkreślali sami muzycy, którzy zwrócili się do HR Gigera z prośbą o możliwość wykorzystania jego dzieła, dzieło koresponduje z materiałem muzycznym: "nasz muzyczny krajobraz pasuje do jego wizualnego krajobrazu". Znajomość muzyków z Geigerem zamieniła się w wieloletnią przyjaźń.   
Na odwrocie okładki znalazła się dedykacja: "Album został nagrany ku pamięci wielkich programów kosmicznych Mercury i Gemini, a zwłaszcza ku pamięci "Gusa" Grissoma i Apollo 1."

## Muzyka
Album otwiera instrumentalny wstęp Innocence and Wrath. Wykorzystano w nim instrumenty typowe dla orkiestry symfonicznej w muzyce poważnej: róg (waltornię), na którym zagrał Wolf Bender, oraz kotły (obsługiwał je perkusista grupy Reed St. Mark). Utwór utrzymany jest w wolnym, przypominającym marsz żałobny rytmie, wybijanym przez potężne uderzenia kotłów. Połączenie z podniosłą, ponurą melodią rogu, gitarą Warriora i efektami perkusyjnymi daje miażdżący efekt ołowianej ciężkości i wprowadza w posępną, diaboliczną atmosferę całego albumu. Waltornia i kotły nagrane z efektem pogłosu pojawiają się jeszcze w dwóch utworach: Dawn of Megiddo oraz wieńczącym album Necromantical Screams (w tym ostatnim także kobiecy śpiew operowy). W obu tworzą ten sam mroczny i złowrogi, nieziemski klimat.
Wrażenie pogłębia realizacja dźwięku, który jest niedopracowany, surowy, chwilami chaotyczny. Instrumenty nie są wyraźnie separowane, zwłaszcza gitara basowa niknie w dźwiękowym gąszczu. Muzycy byli niezadowoleni z realizacji dźwięku, czego dowodem jest ponowne nagrywanie w kolejnych latach utworów z pierwszych płyt, w tym z To Mega Therion. Po kolejnych latach rozwoju black metalu, poszukującego bezkompromisowych, "brudnych" brzmień, autentyzm To Mega Therion okazał się atutem i inspiracją dla innych zespołów.
Drugim utworem instrumentalnym jest Tears in a Prophet's Dream. To zlepek dźwięków przypominający zapis sennego koszmaru, w którym słychać niepokojące trzaski i jęki ludzi. Tajemniczy, mroczny nastrój tego fragmentu pasuje do atmosfery płyty. Necromantical Screams jest znany z kasety demo Hellhammera Satanic Rites (1983), gdzie był nagrany jako Buried and Forgotten. 
Autorem kompozycji jest lider zespołu, gitarzysta i wokalista Tom G. Warrior (przy niektórych utworach współpracował Martin E. Ain). Są one proste, oparte na nieskomplikowanych akordach gitar, intensywnej grze sekcji rytmicznej i mocnych, drapieżnych wokalach. Mają zróżnicowane tempa, często zmieniające się w obrębie jednego utworu. Dawn of Megiddo i Necromantical Screams są grane w bardzo wolnym tempie, ale są też kompozycje z fragmentami szybkimi, thrashmetalowymi: Jewel Throne czy Fainted Eyes. Wokal Toma jest szorstki, chrapliwy, chwilami przypominający growl.
W The Usurper, Circle of the Tyrants i Necromantical Screams gościnnie zaśpiewała młoda sopranistka Claudia-Maria Mokri. Współpracowała ona z zespołem także przy innych płytach Celtic Frost, np. Into the Pandemonium z 1987.

## Teksty
Wybrany przez Aina tytuł płyty w języku greckim oznacza "Wielką Bestię". Było to jedno z "magicznych imion" Aleistera Crowleya, brytyjskiego okultysty, mistyka i protoplasty współczesnego satanizmu, którego działalność inspirowała środowisko blackmetalowe. 
Teksty na płytę napisał Tom G. Warrior. Na tle innych grup extreme metalu są one bardziej wyrafinowane, mniej nasycone dosłownością okrucieństwa. Głównymi obszarami tematycznymi są religia, ezoteryka i okultyzm. Autor traktuje te sfery jako punkt wyjścia do własnych, poetyckich wizji dawnego, upadłego świata, chwilami przypominającego krainę fantasy. Rekwizyty z historii starożytnej pozwalają tworzyć obrazy tyranii, zniszczenia i śmierci.  
Tytuł Dawn of Megiddo inspirowany jest Megiddo, wzgórzem w Palestynie związanym z opisywanym w Apokalipsie św. Jana początkiem Armageddonu. 

## Odbiór i wpływ
Przed wydaniem To Mega Therion zespół miał już na koncie dwa minialbumy: Morbid Tales z 1984 i Emperor's Return z sierpnia 1985. Żadna z tych produkcji nie została dobrze przyjęta przez prasę muzyczną. Celtic Frost (podobnie jak Hellhammer, z którego wyewoluował) cieszył się uznaniem garstki fanów podziemnej sceny rodzącego się metalu ekstremalnego. Obecnie uchodzi za jeden z głównych filarów tak zwanej pierwszej fali black metalu, który współtworzył z grupami Venom, Bathory i Sodom. To Mega Therion jest ostatnią produkcją Celtic Frost należącą do black metalu. Na kolejnej płycie gługogrającej zespół zmienił oblicze, wypływając na szerokie wody muzycznych eksperymentów.
Ned Raggett z serwisu AllMusic zwraca uwagę na "talent Warriora do posługiwania się brutalną siłą i niespodziewanie zapadającymi w pamięć riffami", a także na "subtelne akcenty", które urozmaicają album i wpływają na jego niesamowity nastrój – "zawodzące dźwięki, śpiewające chóry i niejednokrotnie rzeczywiste poczucie przestrzeni i echa". W opinii innych recenzentów materiał "ukazuje mistrzowskie opanowanie szeregu stylów muzycznych, prezentuje także jedną z najbardziej dopracowanych artystycznie i szczytnych wizji potencjału ekstremalnego metalu, jakie kiedykolwiek nagrano".
Album wywarł znaczący wpływ na rozwój początkujących w połowie lat osiemdziesiątych gatunków black metal, death metal i doom metal. Według użytkowników serwisu Encyclopaedia Metallum płyta "stanowi absolutną całość, a każda kompozycja zapada w pamięć", jest to też "dobrze przemyślany album, który przenosi brzmienie metalu tamtych czasów na nowe, nietknięte terytoria". Recenzent serwisu Decibel postawił tezę, że "bez ryzyka podjętego na To Mega Therion nie byłoby Darkthrone, Dimmu Borgir, Mayhem i drugiej fali black metalu". 
Płyta miała również odegrać kluczową rolę w karierze Celtic Frost. Zrealizowane na niej odważne pomysły "podsyciły jeszcze dziksze eksperymenty ma Into the Pandemonium", kolejnym albumie (1987).
Tom G. Warrior w jednym z wywiadów w 2023 określił To Mega Therion mianem "prawdopodobnie najważniejszego albumu na swojej muzycznej drodze".
Utwór Circle of the Tyrants został nagrany m.in. przez amerykański deathmetalowy zespół Obituary (album Cause of Death, 1990) oraz szwedzki Opeth (My Arms, Your Hearse, wersja z 2000). Własną interpretację The Usurper zaproponował norweski zespół 1349 (minialbum 1349, 2001). 

## Lista utworów
1. Innocence and Wrath – 1:02
2. The Usurper – 3:27
3. Jewel Throne – 4:06
4. Dawn of Megiddo – 5:47
5. Eternal Summer – 4:31
6. Circle of the Tyrants – 4:38
7. (Beyond the) North Winds - 3:08
8. Fainted Eyes – 5:09
9. Tears in a Prophet's Dream – 2:33
10. Necromantical Screams – 6:02

## Twórcy
- Tom G. Warrior – gitara, wokal, efekty dźwiękowe
- Dominic Steiner – gitara basowa, efekty dźwiękowe
- Reed St. Mark – perkusja, kotły, efekty dźwiękowe

### Gościnnie
- Martin Eric Ain (zm. 2017) – gitara basowa (utwory 2 i 3), kotły (utwory 1, 4 i 10)
- Wolf Bender – róg (utwory 1, 4 i 10)
- Claudia-Maria Mokri – śpiew (utwory 2, 6 i 10)
- Horst Müller – efekty dźwiękowe (utwór 9)
- Urs Sprenger – efekty dźwiękowe (utwór 9)